# Odontotaenius cerastes
Odontotaenius cerastes là một loài bọ cánh cứng trong họ Passalidae. Loài này được Castillo, Rivera-Cervantes & Reyes-Castillo miêu tả khoa học năm 1988.